# Dixella nixiae
Dixella nixiae är en tvåvingeart som beskrevs av Peters 1980. Dixella nixiae ingår i släktet Dixella och familjen u-myggor.
Artens utbredningsområde är Honduras. Inga underarter finns listade i Catalogue of Life.